# Michal Pivoňka

Michal Pivoňka, född 28 januari 1966 i Kladno, Tjeckoslovakien, är en tjeckisk före detta professionell ishockeyspelare som spelade för Washington Capitals i NHL från 1986 till 1999. 

## Tjeckoslovakien
Michal Pivoňka spelade två säsonger, 1984–85 och 1985–86, i tjeckoslovakiska Extraliga för Dukla Jihlava och gjorde totalt 13 mål och 24 assist för 37 poäng på 75 matcher. Pivoňka representerade också Tjeckoslovakiens juniorlandslag i tre raka JVM-turneringar 1984, 1985 och 1986 där han gjorde sammanlagt 15 mål och 11 assist för 26 poäng på 21 matcher.
NHL-laget Washington Capitals hade sett Pivoňka spela redan i JEM 1983, där han hade varit en framstående spelare, och valde honom i tredje rundan av NHL-draften 1984 som 59:e spelare totalt. 

## NHL
Tjeckoslovakien låg fortfarande bakom Järnridån, vilket gjorde det svårt för unga ishockeyspelare från Östeuropa att spela i Väst, men Pivoňka visade ett stort intresse för att komma över och spela i Nordamerika. Pivoňka kom över till Washington inför säsongen 1986–87. Sitt första år i Capitals gjorde han 18 mål och 25 assist för 43 poäng på 73 matcher. Andra säsongen i ligan, 1987–88, gjorde Pivoňka 34 poäng på 71 matcher i grundserien. I Stanley Cup-slutspelet 1988 förlorade Washington i andra rundan mot New Jersey Devils med 4-3 i matcher och Pivoňka gjorde 4 mål och 9 assist för 13 poäng på 14 slutspelsmatcher.
Tredje säsongen i Nordamerika, 1988–89, delade Pivoňka speltiden mellan Capitals och Baltimore Skipjacks i AHL. Säsongen 1989–90 hade Capitals svenske center Bengt-Åke Gustafsson flyttat hem till Sverige och Elitserien vilket öppnade upp större möjligheter för Pivoňka, och fjärde säsongen i NHL skulle han få sitt genombrott då han gjorde 25 mål och 39 assist för totalt 64 poäng på 77 matcher.
Säsongen 1990–91 etablerade sig Pivoňka som en pålitlig offensiv spelare i Washington då han gjorde 20 mål och 50 assist för 70 poäng på 79 matcher. 1990–91 kom också slovaken Peter Bondra och ukrainaren Dmitrij Khristisch över till NHL och Washington Capitals och de skulle snart visa sig vara effektiva bredvid Pivoňka. 
Säsongen 1991–92 gjorde Pivoňka 23 mål och 57 assist för 80 poäng på 80 matcher och vann för första gången Capitals interna poängliga. I slutspelet 1992 gjorde han 1 mål och 5 assist på 7 matcher då Capitals åkte ut i första rundan mot regerande mästarna Pittsburgh Penguins. 1992–93 gjorde han 74 poäng på 69 matcher och 1993–94 50 poäng på 82 matcher.
Michal Pivoňkas sista framgångsrika säsong i NHL kom 1995–96 då han slog personliga rekord med 65 assist och 81 poäng och vann Capitals interna poängliga.
1996–97 och 1997–98 spelade Pivoňka endast 54 respektive 33 matcher. Hans offensiv hade saktats ner och hans roll i laget hade reducerats till komplementsspelare. I slutspelet 1998 nådde Capitals Stanley Cup-final, men Pivoňka spelade endast 13 matcher och var inte med och spelade i finalserien mot Detroit Red Wings som Washington förlorade i fyra raka matcher.
1998–99 spelade Pivoňka sin sista säsong i Capitals och NHL då han medverkade i 36 matcher. Han avslutade med en säsong i IHL och Kansas City Blades säsongen 1999–00 innan det fick vara nog med hockeyn på professionell nivå.
Pivoňka spelade sammanlagt 825 matcher i NHL för Washington Capitals och gjorde 181 mål och 418 assist för totalt 599 poäng. I slutspelet gjorde han 19 mål och 36 assist för totalt 55 poäng på 95 matcher.

## Statistik

### Klubbkarriär
| 1984–85    | Dukla Jihlava       | Extraliga  | 33  | 8   | 11  | 19  | 18  | —  | —  | —  | —  | —  |
| 1985–86    | Dukla Jihlava       | Extraliga  | 42  | 5   | 13  | 18  | 18  | —  | —  | —  | —  | —  |
| 1986–87    | Washington Capitals | NHL        | 73  | 18  | 25  | 43  | 41  | 7  | 1  | 1  | 2  | 2  |
| 1987–88    | Washington Capitals | NHL        | 71  | 11  | 23  | 34  | 28  | 14 | 4  | 9  | 13 | 4  |
| 1988–89    | Baltimore Skipjacks | AHL        | 31  | 12  | 24  | 36  | 19  | —  | —  | —  | —  | —  |
| 1988–89    | Washington Capitals | NHL        | 52  | 8   | 19  | 27  | 30  | 6  | 3  | 1  | 4  | 10 |
| 1989–90    | Washington Capitals | NHL        | 77  | 25  | 39  | 64  | 54  | 11 | 0  | 2  | 2  | 6  |
| 1990–91    | Washington Capitals | NHL        | 79  | 20  | 50  | 70  | 34  | 11 | 2  | 3  | 5  | 8  |
| 1991–92    | Washington Capitals | NHL        | 80  | 23  | 57  | 80  | 47  | 7  | 1  | 5  | 6  | 13 |
| 1992–93    | Washington Capitals | NHL        | 69  | 23  | 51  | 74  | 66  | 6  | 0  | 2  | 2  | 0  |
| 1993–94    | Washington Capitals | NHL        | 82  | 14  | 36  | 50  | 38  | 7  | 4  | 4  | 8  | 4  |
| 1994–95    | Washington Capitals | NHL        | 46  | 10  | 23  | 33  | 50  | 7  | 1  | 4  | 5  | 21 |
| 1994–95    | Klagenfurter AC     | ÖEL        | 7   | 2   | 4   | 6   | 4   | —  | —  | —  | —  | —  |
| 1995–96    | Detroit Vipers      | IHL        | 7   | 1   | 9   | 10  | 19  | —  | —  | —  | —  | —  |
| 1995–96    | Washington Capitals | NHL        | 73  | 16  | 65  | 81  | 36  | 6  | 3  | 2  | 5  | 18 |
| 1996–97    | Washington Capitals | NHL        | 54  | 7   | 16  | 23  | 22  | —  | —  | —  | —  | —  |
| 1997–98    | Washington Capitals | NHL        | 33  | 3   | 6   | 9   | 20  | 13 | 0  | 3  | 3  | 0  |
| 1998–99    | Washington Capitals | NHL        | 36  | 5   | 6   | 11  | 12  | —  | —  | —  | —  | —  |
| 1999–00    | Kansas City Blades  | IHL        | 52  | 16  | 34  | 50  | 38  | —  | —  | —  | —  | —  |
| NHL totalt | NHL totalt          | NHL totalt | 825 | 181 | 418 | 599 | 478 | 95 | 19 | 36 | 55 | 86 |

### Internationellt
| År            | Lag             | Turnering     |    | Matcher | Mål | Assist | Poäng | Utv |
| ------------- | --------------- | ------------- | -- | ------- | --- | ------ | ----- | --- |
| 1983          | Tjeckoslovakien | JEM           | 5  | 4       | 5   | 9      | 14    |     |
| 1984          | Tjeckoslovakien | JVM           | 7  | 1       | 2   | 3      | 0     |     |
| 1984          | Tjeckoslovakien | JEM           | 5  | 3       | 4   | 7      | 2     |     |
| 1985          | Tjeckoslovakien | JVM           | 7  | 9       | 4   | 13     | 14    |     |
| 1985          | Tjeckoslovakien | VM            | 10 | 0       | 1   | 1      | 0     |     |
| 1986          | Tjeckoslovakien | JVM           | 7  | 5       | 5   | 10     | 10    |     |
| 1986          | Tjeckoslovakien | VM            | 10 | 2       | 1   | 3      | 8     |     |
| 1991          | Tjeckoslovakien | CC            | 5  | 0       | 3   | 3      | 2     |     |
| Junior totalt | Junior totalt   | Junior totalt | 31 | 22      | 20  | 42     | 40    |     |
| Senior totalt | Senior totalt   | Senior totalt | 25 | 2       | 5   | 7      | 10    |     |